# Wlamir Marques
Wlamir Marques (São Vicente, 16 de julho de 1937 – São Paulo, 18 de março de 2025) foi um basquetebolista brasileiro que atuou como ala. Fez parte da geração de ouro do basquete nacional bicampeã mundial em 1959 em Santiago, no Chile, e em 1963 no Rio de Janeiro.
Nos últimos dias de vida, dividia-se nas funções de professor de educação física e cronista e comentarista da ESPN Brasil, canal de TV fechada. Ganhou o título de Cidadão Emérito de São Vicente, sua cidade natal. Foi premiado com o Cruz do Mérito Esportivo (1953), Troféu Heims de Melhor Atleta da América do Sul (1961) e a Medalha do Mérito Esportivo. A edição brasileira da revista ESPN apontou Wlamir Marques como 9º maior atleta brasileiro de todos os tempos, em uma lista de 50 nomes publicada em novembro de 2010.

## Carreira como jogador

### Clubes
Aos dez anos de idade, Wlamir Marques já jogava pelo Tumiaru, time de sua cidade natal, São Vicente. No ano seguinte, em 1953, Wlamir passou a jogar pelo XV de Piracicaba, onde aprimorou o seu jogo, até que foi contratado pelo Corinthians em 1962, aos 25 anos.
Foi dez vezes campeão do Campeonato Paulista: em 1957 e 1960, com o XV de Piracicaba, e entre 1964 e 1971 com o Corinthians. Além disso, ganhou seis vezes os Jogos Abertos do Interior com a Seleção de Piracicaba.
Depois de se transferir do Tênis Clube de Campinas para o Palmeiras na década de 70, optou pela carreira de técnico.

### Seleção Brasileira
É considerado um dos maiores jogadores de basquete da história do Brasil. Juntamente com ídolos como Amaury Antônio Pasos, Algodão, Rosa Branca e Ubiratan, liderou a geração mais vitoriosa do basquete brasileiro durante as décadas de 1950 e 1960, quando a seleção foi bicampeã mundial. Ganhou dois apelidos logo no começo de sua carreira: Disco Voador e Diabo Loiro, o mais famoso.
É multimedalhista: possui quatro medalhas dos mundiais de basquete, sendo duas de ouro e duas de prata, além de dois bronzes olímpicos, um nos Jogos de Roma-1960 e outro nos Jogos de Tóquio-1964. Além dele, Kresimir Cosic, outro multimedalhista em Campeonatos Mundiais de Basquete da FIBA, possui dois ouros e duas medalhas de pratas.
Em âmbito continental, medalha de prata nos Jogos Pan-Americanos de 1963 e medalha de bronze nos Jogos Pan-Americanos de 1955 e Jogos Pan-Americanos de 1959.
Conquistou quatro medalhas de ouro do Campeonato Sul-Americano de Basquetebol. É o jogador de melhor eficiência em títulos de Copa do Mundo, com dois títulos e dois vices.

## Carreira como treinador
Começou em Limeira, prosseguindo tanto no masculino (Jundiaí, Corinthians, Tênis Clube de Campinas, Palmeiras, Hebraica, Cerquilho, e Telesp Clube Pinheiros), quanto no feminino (Corinthians, XV de Piracicaba e São Caetano).
Ganhou três vezes o Campeonato Paulista Feminino de Basquete e uma vez o Campeonato Paulista Masculino de Basquete. Já participou de Jogos Abertos do Interior de ambos os sexos, chegando em terceiro lugar duas vezes. Ele ganhou três Jogos Regionais e dois Campeonato Paulista Mirim.

## Como comentarista
Em 1982 foi comentarista da TV Globo durante o Campeonato Paulista de Basquete, que era exibido nas manhãs de domingo. A seguir, cobriu pela Rede Manchete quatro Jogos Olímpicos de Verão: Los Angeles-1984, Seul-1988, Barcelona-1992, e Atlanta-1996. Também trabalhou como comentarista na ESPN Brasil.

## Hall da Fama da FIBA
Em 23 de agosto de 2023, em cerimônia nas Filipinas, Wlamir Marques entrou para o Hall da Fama da Federação Internacional de Basquetebol (FIBA). Por razões de saúde, não pode viajar para participar da cerimônia e foi representado pelo secretário-geral da Confederação Brasileira de Basketball (CBB), Carlos Fontenelle e o presidente da federação catarinense, Fábio Deschamps. Wlamir enviou um vídeo de agradecimento.

## Busto no Corinthians
No dia 9 de novembro de 2023, Wlamir Marques foi homenageado pelo Corinthians com a inauguração de seu busto no Parque São Jorge. Foi o primeiro jogador de basquete do clube a receber essa homenagem.

## Morte
Wlamir morreu em 18 de março de 2025 aos 87 anos, após um período internado na UTI de um hospital particular em São Paulo.

## Títulos
XV de Novembro
- Campeonato Paulista: 1957 e 1960
- Campeonato Paulista do Interior: 1955, 1957, 1958, 1959, 1960

Corinthians
- Campeonato Sul-Americano de Clubes Campeões: 1965, 1966 e 1969
- Campeonato Brasileiro: 1965, 1966 e 1969
- Campeonato Paulista: 1964, 1965, 1966, 1968, 1969
- Campeonato Paulistano: 1964, 1965, 1966, 1967, 1968, 1969 e 1970

Seleção Brasileira
- Campeonato Sul-Americano: 1958, 1960, 1961 e 1963
- Campeonato Mundial: 1959 e 1963